# Носрат Песешкиян
Носрат Песешкиан (Nossrat Peseschkian) е немски невролог, психиатър и психотерапевт, основател на позитивната психотерапия (1968), което се базира на подход, интегриращ две култури.

## Биография
Роден е на 18 юни 1933 година в Кашан, Иран. Завършва средно образование в Техеран. От 1954 година живее в Западна Германия. Следва медицина във Фрайбург, Майнц и Франкфурт на Майн. Специализира психотерапия във ФРГ, Швейцария и САЩ.
От 1968 година д-р Песешкиан ръководи във Висбаден частен психотерапевтичен кабинет. Той е президент на Германското дружество за позитивна психотерапия и доцент в Академията за лекарска следдипломна квалификация при Лекарската камара на провинция Хесен. Основава и Висбаденската академия по психотерапия – следдипломен институт по психотерапия. Създава световна мрежа от над 100 местни, регионални и национални центрове по позитивна психотерапия, открити в 23 страни до днес.
Методът на позитивната психотерапия е позитивен психодинамичен метод с центрове и институти в повече от 20 страни по света.
Песешкиян е член на Бахайството и свързва работата си с тази религия. Умира на 27 април 2010 година във Висбаден, Германия.

## Книги
- Търговецът и папагалът, ИК Славена
- 33 плюс една форми на партньорство, ИК Славена
- Психосоматика и позитивна психотерапия – том I и II, ИК Славена
- Позитивната фамилна психотерапия. Варна 1995 ИК Салвена
- Позитивна психотерапия на ежедневието, ИК Славена